# Deccania pubescens
Deccania pubescens är en måreväxtart som först beskrevs av Albrecht Wilhelm Roth, och fick sitt nu gällande namn av Deva D. Tirvengadum. Deccania pubescens ingår i släktet Deccania och familjen måreväxter.

## Underarter
Arten delas in i följande underarter:
- D. p. candolleana
- D. p. pubescens